# (400036) 2006 QY121
(400036) 2006 QY121 es un asteroide perteneciente al cinturón de asteroides, descubierto el 29 de agosto de 2006 por el equipo del Catalina Sky Survey desde el Catalina Sky Survey, Arizona, Estados Unidos.

## Designación y nombre
Designado provisionalmente como 2006 QY121.

## Características orbitales
2006 QY121 está situado a una distancia media del Sol de 2,637 ua, pudiendo alejarse hasta 3,123 ua y acercarse hasta 2,152 ua. Su excentricidad es 0,184 y la inclinación orbital 6,847 grados. Emplea 1564,86 días en completar una órbita alrededor del Sol.

## Características físicas
La magnitud absoluta de 2006 QY121 es 17.